# Веерохвостковые
Веерохвостковые, или веерохвостки, или веерохвостые мухоловки (лат. Rhipiduridae), — семейство птиц из отряда воробьинообразных. Распространены в Индомалайской зоне, Австралии и Океании.
Ранее большинство представителей семейства (роды веерохвосток и шелкохвосток) включали в семейство монарховых.

## Классификация
Международный союз орнитологов относит к семейству 4 рода и 65 видов:
- Chaetorhynchus A. B. Meyer, 1874 — Папуанские дронго[5] (1 вид)
- Eutrichomyias Meise, 1939 (1 вид)
- Lamprolia Finsch, 1874 — Шелкохвостки[6] (2 вида)
- Rhipidura Vigors & Horsfield, 1827 — Веерохвостки (61 вид)